# Tamin simoni
Tamin simoni är en spindelart som beskrevs av Christa L. Deeleman-Reinhold 200. Tamin simoni ingår i släktet Tamin och familjen sporrspindlar. Inga underarter finns listade i Catalogue of Life.